# Hillsong

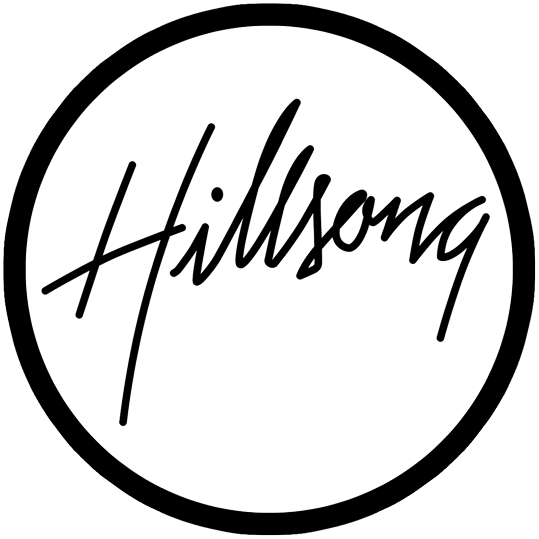
Logo Hillsong

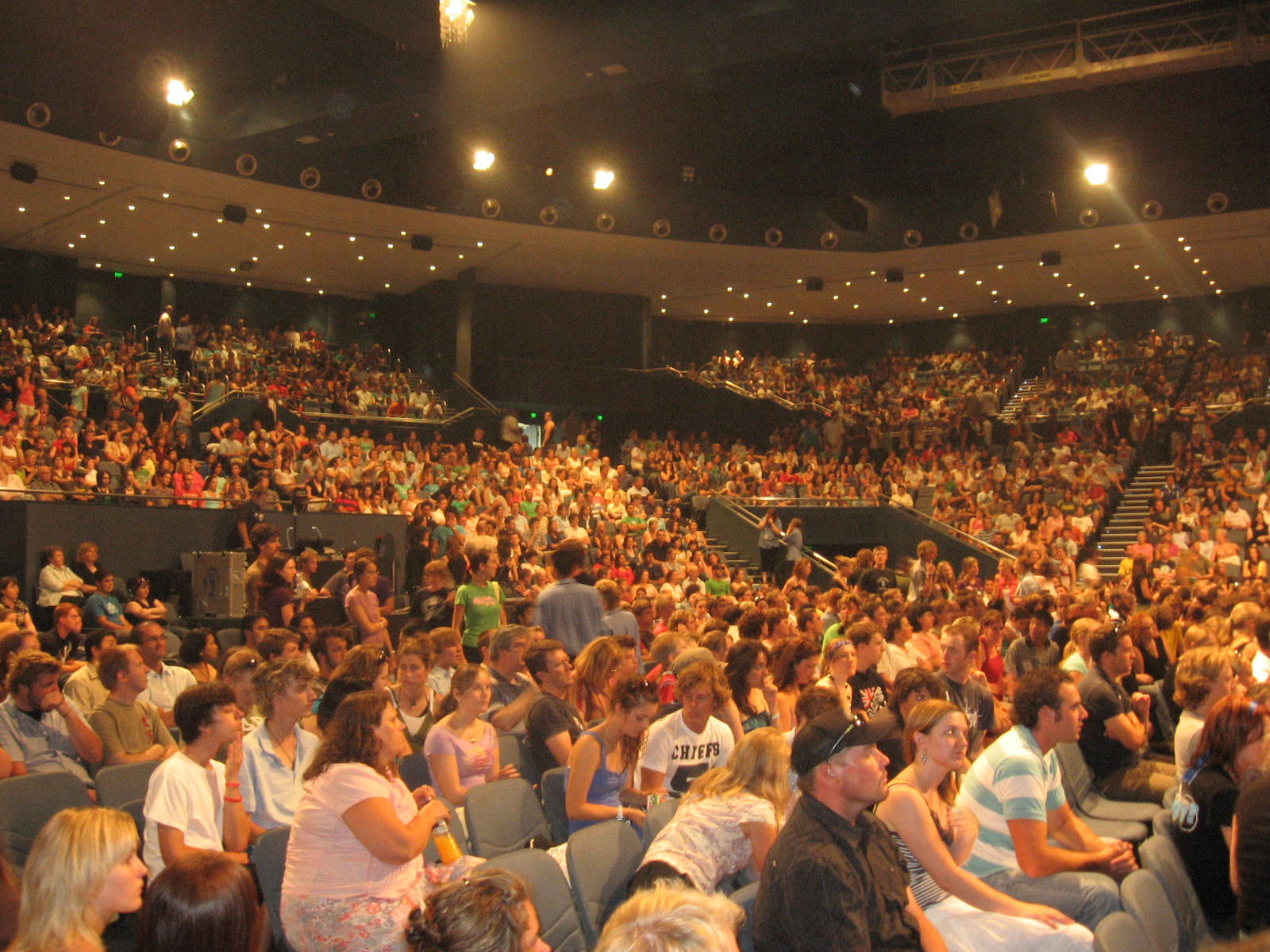
Wnętrze Kościoła Hillsong

Hillsong – megakościół związany z Australijskim Kościołem Chrześcijańskim (australijskim oddziałem Zborów Bożych). Jego siedziba główna znajduje się w Sydney, w Australii. Założyli go w roku 1983 Brian i Bobbie Houston jako centrum chrześcijańskie Hills Life w Baulkham Hills pod Sydney. Kościół Hillsong odnotowuje 150 tys. członków w 23 krajach. W 2018 osiągnął w 30 kościołach na nabożeństwach w Australii cotygodniową frekwencję 43 tys. osób.
W roku 2012 posiadał filie w Amsterdamie, Brisbane, Kapsztadzie, Kijowie, Konstancji, Kopenhadze, Londynie, Melbourne, Moskwie, Nowym Jorku, Paryżu i Sztokholmie.
Hillsong jest znany z działalności duszpasterskiej poprzez inicjatywy muzyczne Hillsong Music i Hillsong United (skierowana do grup młodzieżowych).